# Chevrolet Corvette (C6)
Chevrolet Corvette (C6) — це шосте покоління спортивного автомобіля Corvette, який випускався підрозділом Chevrolet компанії General Motors з 2005 по 2013 модельні роки. Це перший Corvette з відкритими фарами (на відміну від прихованих) після моделі 1962 року. Варіанти включають Z06, ZR1, Grand Sport і 427 Convertible. Гоночні варіанти включають C6.R, для чемпіонату американської серії Le Mans GT1 і переможця 24 годин Ле-Мана GTE-Pro.